# Повзрослевшие
«Повзросле́вшие» (англ. Grown-ish) — американский ситком, который является спин-оффом ситкома ABC «Черноватый». Премьера сериала состоялась 3 января 2018 года на телеканале Freeform.
18 января 2018 года сериал был продлён на второй сезон из 21 эпизодов. В марте 2022 года сериал был продлен на пятый сезон.

## Сюжет
Сериал вращается вокруг старшей дочери Джонсонов (см. «Черноватый») — Зоуи — которая вылетает из родительского гнезда и поступает в колледж.

## В ролях
- Яра Шахиди — Зоуи Джонсон
- Деон Коул — Чарли Телфи
- Тревор Джексон — Аарон Джексон
- Эмили Арлук — Наоми Сигал
- Франсия Райса — Ана Торрес
- Джордан Буат — Вивек Шах
- Крис Парнелл — Дин Бёрт Паркер

## Производство
Двадцать третий эпизод третьего сезона «Черноватого» послужил встроенным пилотным эпизодом сериала, в котором героиня Яры Шахиди, Зоуи Джонсон, отправляется в колледж. В эпизоде в гостевых ролях появились Крис Парнелл, Мэллори Спаркс, Мэтт Уолш и Тревор Джексон; предполагалось, что в случае заказа спин-оффа они возможно сформируют основной актёрский состав. Сериал был позже назван «Повзрослевшие», а Парнелл и Джексон повторили свои роли из пилота; Эмили Арлук заменила Мэллори Спаркс в роли Мириам (новый персонаж — Наоми Сигал). В августе 2017 года Франсия Райса получила роль Аны Торрес, а Джордан Буат — Вивека Шаха. Музыкальный дуэт сестёр Хлои и Хэлли Бэйли исполнили второстепенные роли близняшек Скай и Джаз.
19 мая 2017 года Freeform (сестринский канал ABC) официально заказал 13 эпизодов первого сезона сериала.

## Отзывы критиков
На сайте-агрегаторе Rotten Tomatoes сериал держит 90 % «свежести» со средним рейтингом 7,2/10, что основано 21-й рецензии. На Metacritic сериал получил 71 балл из ста на основе 15-ти «в общем положительных» отзывах.